# Who Do We Think We Are
Who Do We Think We Are is het zevende studioalbum van de Britse hardrockband Deep Purple. Het is het laatste album dat in de MK2-formatie opgenomen werd.
Het album is opgenomen in het najaar van 1972, in Italië. Voor de opnames is gebruikgemaakt van de mobiele opnamestudio van de Rolling Stones. Het album werd door Ian Paice en Roger Glover gemixt.

## Tracklist
1. Woman from Tokyo – 5:47 (Blackmore/Gillan/Glover/Lord/Paice)
2. Mary Long – 4:22 (Blackmore/Gillan/Glover/Lord/Paice)
3. Super Trouper – 2:55 (Blackmore/Gillan/Glover/Lord/Paice)
4. Smooth Dancer – 4:06 (Blackmore/Gillan/Glover/Lord/Paice)
5. Rat Bat Blue – 5:21 (Blackmore/Gillan/Glover/Lord/Paice)
6. Place in Line – 6:28 (Blackmore/Gillan/Glover/Lord/Paice)
7. Our Lady – 5:10 (Blackmore/Gillan/Glover/Lord/Paice)

## Bezetting
- Ian Gillan: Zang
- Roger Glover: Basgitaar
- Ritchie Blackmore: Gitaar
- Jon Lord: keyboard
- Ian Paice: Drums, percussie

## Opnieuw uitgebracht
In 2000 wordt de "anniversary edition" uitgebracht, een heruitbrenging van de elpee, geremixt en op cd. Naast de voornoemde nummers staat er op deze versie een aantal bonus tracks:
1. Woman from Tokyo - 6:37 (remix uit 1999)
2. Woman from Tokyo (alternate bridge)  - 1:24
3. Painted Horse - 5:19 (Blackmore/Gillan/Glover/Lord/Paice)
4. Our Lady - 6:05 (remix uit 1999)
5. Rat Bat Blue - 0:57 (stukjes uit de opname / schrijfsessies voorafgaande aan dit nummer)
6. Rat Bat Blue - 5:49 (remix uit 1999)
7. First Day Jam 11:31 (instrumentaal, opname van een jamsessie)